# Obesi
Obesi is een bestuurslaag in het regentschap Timor Tengah Selatan van de provincie Oost-Nusa Tenggara, Indonesië. Obesi telt 2249 inwoners (volkstelling 2010).